# Leslie Cunningham
Pour les articles homonymes, voir Cunningham.
Temple de la renommée LAH : 2009
Leslie Roy Cunningham, dit Les Cunningham, (né le 4 octobre 1913 à Calgary, dans la province de l'Alberta au Canada — mort le 9 avril 1993 à Calgary) est un joueur professionnel de hockey sur glace.

## Histoire
Après avoir débuté dans l'équipe des Bisons de Buffalo dans la Ligue internationale de hockey, il fit ses débuts dans la Ligue nationale de hockey avec les Americans de New York en 1936. Il y joua 23 matchs avant de terminer la saison avec les Falcons de Cleveland dans l'IAHL.
Il passa les deux saisons suivantes avec les Barons de Cleveland avant d'obtenir sa seconde et dernière chance en LNH avec les Black Hawks de Chicago lors de la saison 1939-1940.
Il réintégra ensuite l'équipe des Barons pour les sept saisons suivantes en Ligue américaine de hockey. Il termina meilleur buteur en 1941 et fut nommé dans une équipe d'étoiles de la LAH pour la première de ses cinq fois consécutives. En 1942, il participa au premier Match des étoiles de la LAH.
Au cours de ses dix années passées en LAH avec les Bisons, il remporta trois Coupes Calder.
Lorsqu'il quitta la LAH en 1947, il détenait le record de points (579 en 517 matchs).
Il joua encore deux saisons, au sein des Shamrocks de San Francisco dans la Pacific Coast Hockey League avant de devenir entraîneur de cette même équipe la saison suivante.
La ligue américaine de hockey l'a honoré en créant le trophée Les-Cunningham dès son départ des Barons de Cleveland. Ce trophée, présenté pour la première fois en 1948, récompense depuis le meilleur joueur de la saison régulière.

## Statistiques
Pour les significations des abréviations, voir Statistiques du hockey sur glace.

### Joueur
| Saison     | Équipe                     | Ligue      |    | Saison régulière | Saison régulière | Saison régulière | Saison régulière | Saison régulière |   | Séries éliminatoires | Séries éliminatoires | Séries éliminatoires | Séries éliminatoires | Séries éliminatoires |
| Saison     | Équipe                     | Ligue      | PJ | B                | A                | Pts              | Pun              | PJ               | B | A                    | Pts                  | Pun                  |                      |                      |
| 1934-1935  | Bisons de Buffalo          | LIH        | -  | 12               | 12               | 24               | 34               |                  |   |                      |                      |                      |                      |                      |
| 1935-1936  | Bisons de Buffalo          | LIH        | -  | 9                | 13               | 22               | 37               |                  |   |                      |                      |                      |                      |                      |
| 1936-1937  | Falcons de Cleveland       | IAHL       | 19 | 4                | 4                | 8                | 17               |                  |   |                      |                      |                      |                      |                      |
| 1936-1937  | Americans de New York      | LNH        | 23 | 1                | 8                | 9                | 19               |                  |   |                      |                      |                      |                      |                      |
| 1937-1938  | Barons de Cleveland        | IAHL       | 48 | 19               | 28               | 47               | 55               |                  |   |                      |                      |                      |                      |                      |
| 1938-1939  | Barons de Cleveland        | IAHL       | 52 | 26               | 20               | 46               | 49               |                  |   |                      |                      |                      |                      |                      |
| 1939-1940  | Black Hawks de Chicago     | LNH        | 37 | 6                | 11               | 17               | 2                | 1                | 0 | 0                    | 0                    | 0                    |                      |                      |
| 1940-1941  | Barons de Cleveland        | LAH        | 56 | 22               | 42               | 64               | 10               |                  |   |                      |                      |                      |                      |                      |
| 1941-1942  | Barons de Cleveland        | LAH        | 56 | 25               | 35               | 60               | 23               |                  |   |                      |                      |                      |                      |                      |
| 1942-1943  | Barons de Cleveland        | LAH        | 55 | 35               | 47               | 82               | 24               |                  |   |                      |                      |                      |                      |                      |
| 1943-1944  | Barons de Cleveland        | LAH        | 52 | 26               | 52               | 78               | 13               |                  |   |                      |                      |                      |                      |                      |
| 1944-1945  | Barons de Cleveland        | LAH        | 56 | 35               | 45               | 80               | 4                |                  |   |                      |                      |                      |                      |                      |
| 1945-1946  | Barons de Cleveland        | LAH        | 62 | 33               | 44               | 77               | 10               |                  |   |                      |                      |                      |                      |                      |
| 1946-1947  | Barons de Cleveland        | LAH        | 61 | 8                | 29               | 37               | 11               |                  |   |                      |                      |                      |                      |                      |
| 1947-1948  | Shamrocks de San Francisco | PCHL       | 39 | 15               | 24               | 39               | 27               |                  |   |                      |                      |                      |                      |                      |
| 1948-1949  | Shamrocks de San Francisco | PCHL       | 9  | 4                | 4                | 8                | 14               |                  |   |                      |                      |                      |                      |                      |
| Totaux LNH | Totaux LNH                 | Totaux LNH | 60 | 7                | 19               | 26               | 21               | 1                | 0 | 0                    | 0                    | 0                    |                      |                      |

### Entraîneur
| Saison    | Équipe                     | Ligue | PJ | V  | D  | N | %     |
| --------- | -------------------------- | ----- | -- | -- | -- | - | ----- |
| 1948-1949 | Shamrocks de San Francisco | PCHL  | 70 | 29 | 36 | 5 | 45,0% |